# Abbazia di Obermünster
Obermünster o abbazia di Obermünster, presso Ratisbona, fu una casa collegiata per monache (Frauenstift) della Baviera, in Germania, seconda solo al monastero di Niedermünster in ricchezza e potenza.

## Storia

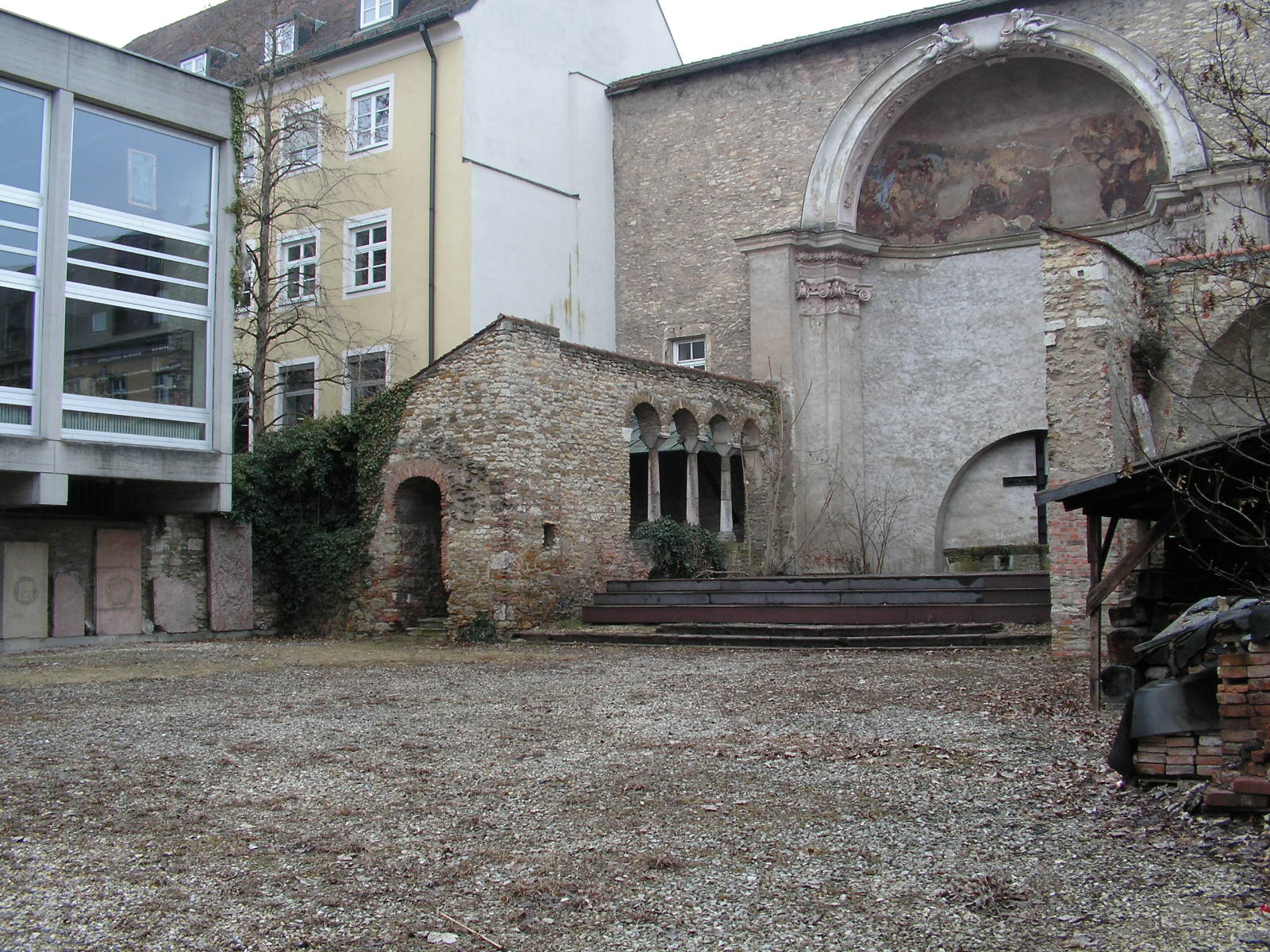
Rovine dell'abbazia

Obermünster ("monastero alto", in relazione alla posizione geografica, contrapposto a Niedermünster, "monastero basso"), era dedicata originariamente all'Assunzione della Vergine Maria e venne fondata nel IX secolo dalla casa regnante dei carolingi come abbazia benedettina per monache per complementare l'amministrazione della vicina abbazia di Sant'Emmeram. Essa passò però presto alle dipendenze della diocesi di Ratisbona che a quei tempi detenevano anche il titolo di Abati di Sant'Emmeramo, ma Re Ludovico il Germanico la riebbe in cambio dell'abbazia di Mondsee nell'833. La sua vedova, Hemma, divenne del resto badessa di Obermünster alla morte del marito.
Nei primi anni del X secolo esso divenne un monastero privato della famiglia dei duchi di Baviera e lo stesso monastero, unitamente alla chiesa abbaziale, venne distrutto da un incendio nel 1002 e ricostruito per merito dell'Imperatore Enrico II il Santo che tradizionalmente è considerato il suo principale "rifondatore" e che gli concesse lo status di abbazia imperiale, ma senza il diretto controllo di un territorio.
Nel 1219 venne posta sotto la protezione della Santa Sede e nel 1315 l'imperatore Ludovico il Bavaro elevò la badessa al grado di principessa del Sacro Romano Impero.
Vari tentativi vennero fatti nel corso della storia per cercare di riportare la struttura all'originale utilizzo benedettino, ma il progetto fallì e nel 1484 Obermünster divenne formalmente una casa collegiata per nobili donne (adlige Frauenstift), rimanendo tale per oltre 300 anni.
Durante i secoli XVII e XVIII, la struttura e la chiesa vennero ristrutturate in stile barocco, ricchissimo come del resto in molte altre abbazie tedesche del periodo.
L'abbazia venne dissolta nel 1810 durante la mediatizzazione della Germania anche se le ultime monache ebbero il permesso di rimanervi sino alla morte dell'ultima di loro, avvenuta nel 1822. Essa passò quindi al Regno di Baviera che vi fondò un seminario secolare. Nel 1862 venne stabilito qui il seminario diocesano.
Nel 1944 i bombardamenti distrussero alcune parti della chiesa e delle costruzioni claustrali, mentre si riuscirono a salvare i documenti della preziosa biblioteca dell'abbazia che vennero trasferiti all'archivio diocesano ove ancora oggi si trovano.

## Badesse di Obermünster
- Emma di Baviera ?-876
- Mathilde c. 900/945
- Irmgard
- Salome
- Wikpurg 1020-1029
- Willa 1052-1089
- Hazecha 1089- ?
- Hadamuda 1117
- Hadwiga 1142-1177
- Euphemia von Helffenstein 1193
- Gertrud I 1216
- Jutta 1259
- Gertrud II 1265
- Wilburg von Leuchtenberg 1272
- Ryssa I von Leuchtenberg 1286-1292
- Ryssa II von Dornberg 1299
- Bertha Walterin -1325
- Adelheid von Arenbach
- Katharina von Murach
- Agnes I von Wunebach -1374
- Elisabeth I von Parsberg 1374-1400
- Elisabeth II von Murach 1400-1402
- Margarethe I Sattelbogerin -1435
- Barbara von Absberg 1435-1456
- Kunigunde von Egloffstein 1456-1479
- Sibylla von Paulsdorff 1479-1500
- Agnes II von Paulsdorff 1500- ?
- Katharina II von Redwitz 1533-1536, †1560
- Wandula von Schaumberg 1536-1542
- Barbara II von Sandizell -1564
- Barbara III Ratzin 1564-1579
- Magdalena von Gleissenthal 1579-1594
- Margarethe II Mufflin 1594-1608
- Katharina Praxedis von Perckhausen 1608-1649
- Maria Elisabeth von Salis 1649-1683
- Maria Theresia von Sandizell 1683-1719
- Anna Magdalena Franziska von Dondorff 1719-1765
- Maria Franziska von Freudenberg 1765-1775
- Maria Josepha von Neuenstein-Hubacker 1775-1803

## Fonti
- Klöster in Bayern: Obermunster (in tedesco), su datenmatrix.de.